# العلاقات الإريترية المالطية
العلاقات الإريترية المالطية هي العلاقات الثنائية التي تجمع بين إريتريا ومالطا.

## مقارنة بين البلدين
هذه مقارنة عامة ومرجعية للدولتين:
| وجه المقارنة                                              | إريتريا                                      | مالطا                                                     |
| --------------------------------------------------------- | -------------------------------------------- | --------------------------------------------------------- |
| المساحة (كم2)                                             | 117.60 ألف                                   | 316                                                       |
| عدد السكان (نسمة)                                         | 6.33 مليون                                   | 465.29 ألف                                                |
| الكثافة السكانية (ن./كم²)                                 | 53.83                                        | 147.24 ألف                                                |
| العاصمة                                                   | أسمرة                                        | فاليتا                                                    |
| اللغة الرسمية                                             | اللغة التغرينية، اللغة العربية، لغة إنجليزية | اللغة المالطية، لغة إنجليزية                              |
| العملة                                                    | ناكفا                                        | يورو، ليرة مالطية                                         |
| الناتج المحلي الإجمالي (بليون دولار)                      | 2.61 مليار                                   | 12.54 مليار                                               |
| الناتج المحلي الإجمالي (تعادل القوة الشرائية) بليون دولار |                                              | 14.68 مليار                                               |
| الناتج المحلي الإجمالي الاسمي للفرد دولار أمريكي          |                                              | 22.60 ألف                                                 |
| الناتج المحلي الإجمالي للفرد دولار أمريكي                 |                                              |                                                           |
| مؤشر التنمية البشرية                                      | 0.391                                        | 0.839                                                     |
| رمز المكالمات الدولي                                      | +291                                         | +356                                                      |
| رمز الإنترنت                                              | .er                                          | .mt                                                       |
| المنطقة الزمنية                                           | ت ع م+03:00                                  | توقيت وسط أوروبا، ت ع م+01:00، ت ع م+02:00، أوروبا/مالطا ‏ |

## منظمات دولية مشتركة
يشترك البلدان في عضوية مجموعة من المنظمات الدولية، منها:
| علم المنظمة | اسم المنظمة                        | تاريخ انضمام إريتريا | تاريخ انضمام مالطا |
| ----------- | ---------------------------------- | -------------------- | ------------------ |
|             | مؤسسة التمويل الدولية              | 11 أكتوبر 1995       | 1 يونيو 2005       |
|             | منظمة حظر الأسلحة الكيميائية       | ?                    | ?                  |
|             | يونسكو                             | 2 سبتمبر 1993        | 10 فبراير 1965     |
|             | الاتحاد الدولي للاتصالات           | 6 أغسطس 1993         | 1965               |
|             | الأمم المتحدة                      | 28 مايو 1993         | 1 ديسمبر 1964      |
|             | منظمة الشرطة الجنائية الدولية      | ?                    | ?                  |
|             | البنك الدولي للإنشاء والتعمير      | 6 يوليو 1994         | 26 سبتمبر 1983     |
|             | الاتحاد البريدي العالمي            | ?                    | ?                  |
|             | وكالة ضمان الاستثمار متعدد الأطراف | 10 سبتمبر 1996       | 12 سبتمبر 1990     |

## وصلات خارجية
- موقع وزارة الخارجية المالطية